# Gare du Touquet (Belgique)
Ne doit pas être confondu avec gare d'Étaples - Le Touquet.
La gare du Touquet (Belgique) est une ancienne gare ferroviaire de la ligne 67, de Comines à Armentières située près du hameau du Touquet, sur le territoire de la commune de Comines-Warneton, dans la province de Hainaut en Région wallonne.
Mise en service en 1870 par le Chemin de fer d'Ostende à Armentières, elle avait un rôle de gare frontalière sur la ligne en direction d'Armentières. La gare d'Houplines de l'autre côté de la frontière franco-belge exerçait le même rôle pour les voyageurs et marchandises en direction de la Belgique. Les trains de passagers sont supprimées en 1950 et ceux de marchandises en 1988. Le dernier bâtiment du complexe de la gare a été détruit en 2001.

## Situation ferroviaire
Établie à 18 m d'altitude, la gare du Touquet était située au point kilométrique (PK) 9.7 de la ligne 67, de Comines au Touquet (frontière française) entre la gare de Pont-Rouge et celle d'Houplines, située en France sur la ligne d'Armentières à Houplines (frontière belge).

## Histoire
La station du Touquet est mise en service le 1er novembre 1870 par la Compagnie du chemin de fer d'Ostende à Armentières, lorsqu'elle ouvre à l'exploitation la ligne de Comines à Armentières. Membre de la Société générale d'exploitation de chemins de fer depuis 1867, elle met finalement en service la ligne d'Ypres à Thourout (future ligne 63) en 1873 qui permet de relier Ostende à Armentières, grâce à l'utilisation de la ligne de la Compagnie des chemins de fer de la Flandre-Occidentale (autre composante de la SGE) entre Ypres et Comines.
La frontière franco-belge est franchie entre le Touquet et Houplines. Après les déconvenues de la SGE, qui cesse d'exister à la fin des années 1870, la Compagnie d'Ostende à Armentières est liquidée. En 1880, les Chemins de fer de l'État belge rachètent la partie belge du réseau tandis que l’État français reprend les 2,5 km en direction d'Armentières. Exploitée par la Compagnie des chemins de fer du Nord, qui en devient propriétaire en 1883, elle devient la ligne d'Armentières à Houplines (frontière belge).
Durant la Première Guerre mondiale, la gare et les maisons voisines se retrouvent au cœur des combats. De nouveaux bâtiments sont érigés après 1918 dont une vaste gare à colombages qui accueillait en plus du guichet des voyageurs des locaux de service et un poste de douane. Une halle en briques est également construite pour l'important trafic des marchandises et la gare comporte une voie dévolue au trafic des briqueteries de la Lys, futures briqueteries de Ploegsteert (Ceratec) qui réalisent des matériaux de construction en brique, céramique et béton. L'usine et la gare sont bombardées en 1943 par la Royal Air Force, causant la mort de 18 civils.
Dès 1937, les trains de voyageurs ne poursuivent plus vers la France. La SNCB supprime les trains de passagers entre Le Touquet et Comines le 8 octobre 1950. Les trains de marchandises continuent à desservir la cour de la gare de Warneton, notamment pour évacuer la production de la briqueterie, jusqu'en 1988.

## Patrimoine
Le bâtiment des recettes d'origine, construit par la Compagnie du chemin de fer d'Ostende à Armentières, a été détruit durant la Première Guerre mondiale. Il était du même type que les gares de Godewaersvelde (France) et d'Abeele, également construites en 1870, mais pour le compte d'une concession des Chemins de fer de la Flandre-Occidentale.
Il est remplacé par un vaste bâtiment provisoire en pans de bois hourdés de brique comportant une vingtaine de travées. Servant pour l'accueil des voyageurs, le contrôle des passeports et concentrant des locaux de service, il a disparu au milieu du XXe siècle.
Une grande halle aux marchandises à deux portes de chargement côté voie a été bâtie dans les années 1920. Dernier bâtiment ferroviaire du site de l'ancienne gare, elle est finalement rasée en 2001.
Le cimetière militaire anglais Touquet Railway Crossing Cemetery se trouve à la sortie de la gare. Il regroupe les dépouilles de 74 soldats anglais inhumés au cours des années 1914 à 1918.